# Le coniche
Le coniche (in greco antico: Κωνικά?, Konikà) è l'opera principale di Apollonio di Perga, considerata il suo capolavoro. Scritta intorno alla fine del III secolo a.C., fu un testo molto influente e gli procurò il soprannome di Grande geometra.
L'opera fu scritta in più fasi: una prima versione fu redatta ad Alessandria d'Egitto, su sollecitazione del geometra Neucrate. Fu però a Pergamo che, in epoca successiva, fu formulata la versione definitiva, come testimonia la dedica al re di Pergamo Attalo I contenuta nel libro IV e nel libro VII, e come spiega Apollonio stesso nella lettera introduttiva al libro I, che indica i primi quattro libri come un'introduzione alle proprietà già conosciute.
Proprio questi quattro libri ci sono giunti in versione originale, con i commentari di Eutocio, mentre i libri V, VI e VII sono pervenuti solo nella traduzione araba di Thabit ibn Corra (IX secolo), e infine l'VIII è andato perduto. Questa seconda parte dell'opera è dedicata ad indagini innovative.

## Gli otto libri dell'opera
- Il primo libro si compone di 60 proposizioni e si occupa delle sezioni coniche di triangolo, cerchio, ellisse, parabola e iperbole. Vi si teorizza l'uso di un unico cono per generare ellissi, parabole e iperboli modificando l'inclinazione del piano di intersezione.
- Nel secondo, composto da 53 proposizioni, Apollonio si occupa dello studio delle tangenti alle coniche.
- Il terzo contiene 56 proposizioni sui luoghi solidi. Il libro contiene la soluzione del problema di Pappo, così generalizzato da Cartesio:

"Date tre rette giacenti in un piano, trovare il luogo geometrico di un punto P che si muove in modo che il quadrato della distanza di P da una di queste rette sia proporzionale al prodotto delle distanze delle altre rette".
- Il libro quarto si compone di 57 proposizioni. Apollonio spiega di volervi dimostrare «in quanti modi le sezioni coniche possono incontrarsi l'una con l'altra senza coincidere totalmente».
- Il quinto libro si compone di 77 proposizioni dedicate principalmente alle tangenti e alle normali delle sezioni coniche.
- Il libro sesto si occupa in 33 proposizioni di «coniche e segmenti di coniche uguali e disuguali, simili e dissimili, oltre ad altre questioni trascurate da coloro che sono venuti prima di me», ancora citando Apollonio.
- Il libro settimo si occupa di diametri coniugati e contiene «molte nuove proposizioni concernenti diametri di sezioni».
- L'ultimo libro è noto soltanto grazie a un commento di Eutocio.

## Edizioni
La prima edizione de Le coniche, in greco e latino, fu pubblicata a Bologna da Federico Commandino nel 1566 e in seguito a Oxford da Edmund Halley nel 1710. Il volume contiene anche una ricostruzione dell'ottavo libro. Alla fine del XIX secolo Johan Ludvig Heiberg pubblicò a Lipsia Apollonii Pergaei quae graece exstant cum commentariis antiquis, un'edizione critica dei quattro libri pervenuti in lingua originale con traduzione in latino.